# Krutost
Krutost se može definisati kao otpornost na deformaciju, i matematički se definiše kao odnos sile {\displaystyle \mathbf {} F} koja uzrokuje deformaciju i same deformacije {\displaystyle \mathbf {} x}, e.g. {\displaystyle k={F/x}}. Iz ove jednačine je jasno da je merna jedinica za krutost njutn po metru [], što znači da je to veličina koja govori kolika je sila potrebna da bi se postigla jedinična deformacija. Ova je veličina od velike važnosti u primenjenim naukama mašinstvu, brodogradnji i građevinarstvu, te je jedan od temeljnih pojmova u fizici čvrstih tela. Komplementarni koncept je fleksibilnost ili savitljivost: što je objekt fleksibilniji, to je manje krut.
O krutosti ima smisla govoriti samo kod čvrstih materija, s obzirom na to da tečnosti i gasovi nemaju stalan oblik zbog slabijih međumolekularnih sila. Važno je imati na umu da krutost zavisi od nekoliko faktora: materijala tela, geometrije tela ili sistema (oblik i dimenzije), te vrsta opterećenja. Kao jednostavan primer može se uzeti štap učvršćen na svom kraju i opterećen silom pritiska na drugom kraju, koja se poklapa s uzdužnom osom štapa. Jasno je da će se usled takvog opterećenja štap saviti, tj. javiće se deformacija. Kolika će ta deformacija biti zavisi od toga koliko je štap aksijalno krut. Tako će se za istu silu i iste dimenzije čelični štap manje saviti nego drveni štap, s obzirom na to da je čelik čvršći od drveta. Ako se uzme istu silu i dva čelična štapa različitih dimenzija, manje će se saviti štap koji ima veću površinu poprečnog preseka. Ako se uzme isti štap i optereti silom istog intenziteta, ali normalno na njegovu uzdužnu osu, iznos deformacije će biti drugačiji, jer je i fleksijska krutost (krutost na savijanje) drugačija od aksijalne krutosti.
Generalno, mogu se definisati tri vrste krutosti: i) aksijalna [], ii) fleksijska (krutost na savijanje) [] i iii) torzijska (krutost na uvijanje) []. U slučaju torzije (uvijanja), štap je opterećen momentom čiji se vektor poklapa s uzdužnom osom štapa, tj. opterećen je momentom koji deluje u ravni normalnoj na uzdužnu osu štapa. Iz izloženog je vidljivo da krutost nije jednostavna i jednoznačna osobina te da izračunavanje krutosti za složenije strukture može biti vrlo zahtevan posao. Veličina recipročne krutosti je podatljivost i računa se kao: {\displaystyle \mathbf {} s={1/k}={x/F}}. Merna jedinica je [] i ta veličina govori kolika će se deformacija javiti pri opterećenju jediničnom silom. Analogno torzijskoj krutosti, torzijska podatljivost se izražava u poluprečnicima po njutn-metru [].

## Proračuni
Krutost, k, tela je mera otpornosti koju elastično telo ispoljava pri deformaciji. Za elastično telo sa jednim stepenom slobode (DOF) (na primer, istezanje ili kompresija šipke), krutost je definisana kao
{\displaystyle k={\frac {F}{\delta }}}
gde,
 je sila na telo
{\displaystyle \delta } je pomeraj proizveden silom duž istog stepena slobode (na primer, promena dužine opruge)
U Internacionalnom sistemu jedinica, krutost se tipično meri u njutnima po metru. U imperijalnim jedinicama, krutost se tipično meri u funtama (lbs) po inču.
Uopšteno govoreći, pomeraji (ili pokreti) infinitezimalnog elementa (koji se posmatra kao tačka) u elastičnom telu mogu se javiti duž više stepeni slobode (maksimalno šest stepena slobode u jednoj tački). Na primer, tačka na horizontalnoj gredi može podleći vertikalnom pomeranju i rotaciji u odnosu na njenu nedeformisanu osu. Kada postoji M stepeni slobode, M x M matrica se mora koristiti za opis krutosti u tački. Dijagonalni izrazi u matrici su direktno vezani za krutost (ili jednostavno krutosti) duž istog stepena slobode, a vandijagonalni članovi su krutosti sprege između dva različita stepena slobode (ili na istoj ili različitim tačkama) ili isti stepen slobode na dve različite tačke. U industriji se pojam koeficijenta uticaja ponekad koristi za označavanje krutosti spojnice.
Poznato je da za telo s višestrukim stepenima slobode, gore navedena jednačina generalno ne važi, jer primenjena sila ne stvara samo otklon uzduž vlastitog smera (ili stupanja slobode), nego i duž drugih smerova. Za telo sa višestrukim stepenima slobode, da bi se izračunala krutost u datom pravcu (dijagonalni izrazi), korespondirajući stepen slobode se ostavlja slobodnim, dok se preostali ograničavaju. Pod takvim uslovima, gornja jednačina se može koristiti za dobijanje krutosti datog stepena slobode koji nije ograničen. Odnosi između reakcionih sila (ili momenata) i proizvedenog otklona su krutosti sprezanja. Opis koji uključuje sve moguće parametre istezanja i smicanja je dat tenzorom elastičnosti.

## Fleksibilnost
Inverzna veličina od krutosti je fleksibilnost, koja se obično meri u jedinicama metar po njutnu. U reologiji se može definisati kao odnos naprezanja prema stresu, i stoga koristiti jedinica recipročnog stresa, e.g. 1/.

## Rotacijska krutost
Telo takođe može da ima rotacijsku krutost, k, datu izrazom
{\displaystyle k={\frac {M}{\theta }}}
gde
 je primenjeni momenat
θ je rotacija
U SI sistemu, rotacijska krutost se obično meri u njutn-metrima po radianu. U SAE sistemu, rotacijska krutost se meri u inč-funtama po stepenu.
Dalje mere krutosti izvedene su na sličnoj osnovi, uključujući:
- krutost smicanja - odnos primenjene sile smicanja i smicajne deformacije
- torziona krutost - odnos primenjenog torzionog momenta i ugla uvijanja

## Odnos prema elastičnosti
Modul elastičnosti materijala nije isto što i krutost komponente napravljene od tog materijala. Modul elastičnosti je svojstvo sastavnog materijala; krutost je svojstvo strukture ili komponente strukture, i stoga ona zavisi od različitih fizičkih dimenzija koje opisuju tu komponentu. Drugim rečima, modul je intenzivno svojstvo materijala; krutost, s druge strane, je ekstenzivno svojstvo čvrstog tela koje zavisi od materijala i njegovog oblika i graničnih uslova. Na primer, za element pri istezanju ili kompresiji, aksijalna krutost je
{\displaystyle k={\frac {AE}{L}}}
gde
 je površina poprečnog preseka,
 je (istezni) elastični modul (ili Jangov modul),
 je dužina elementa.
Slično tome, torziona krutost ravnog dela je
{\displaystyle k={\frac {GJ}{L}}}
gde
 je torziona konstanta za sekciju,
 je modul krutosti materijala.
Treba imati u vidu da u SI, ove jedinice daju {\displaystyle k:{\frac {\mathrm {N} \cdot \mathrm {m} }{\mathrm {rad} }}}. Za poseban slučaj neograničenog jednoosnog istezanja ili kompresije, Jangov modul može se smatrati merom krutosti konstrukcije.

## Aplikacije
Krutost konstrukcije je od suštinske važnosti u mnogim inženjerskim primenama, tako da je modul elastičnosti često jedna od primarnih osobina koje se uzimaju u obzir pri izboru materijala.. Visok modul elastičnosti se traži kada je otklon nepoželjan, dok je nizak modul elastičnosti potreban kada je potrebna fleksibilnost.
U biologiji, krutost ekstracelularnog matriksa je važna za vođenje migracije ćelija u fenomenu koji se zove durotaksija.
Još jedna primena krutosti nalazi se u biologiji kože. Koža održava svoju strukturu zahvaljujući unutrašnjoj napetosti, kojoj doprinosi kolagen, ekstracelularni protein koji čini oko 75% njene suve težine. Savitljivost kože je parametar od interesa koji predstavlja njenu čvrstoću i rastegljivost, obuhvatajući karakteristike kao što su elastičnost, krutost i prianjanje. Ovi faktori su od funkcionalnog značaja za pacijente. Ovo je od značaja za pacijente sa traumatskim povredama kože, pri čemu se savitljivost može smanjiti usled formiranja i zamene zdravog kožnog tkiva patološkim ožiljkom. Ovo se može proceniti subjektivno ili objektivno korišćenjem uređaja kao što je kutometar. Kutometar primenjuje vakuum na kožu i meri u kojoj meri se može vertikalno rastegnuti. Ova merenja su u stanju da razlikuju zdravu kožu, normalne ožiljke i patološke ožiljke, i metoda je našla primenu u kliničkim i industrijskim okruženjima za praćenje patofizioloških posledica, kao i efekata tretmana na kožu.

## Literatura
- Kurrer, Karl‐Eugen (2008-04-23). The History of the Theory of Structures: From Arch Analysis to Computational Mechanics (на језику: енглески) (1 изд.). Wiley. ISBN 978-3-433-01838-5. doi:10.1002/9783433600160.
- ASTM E 111, "Standard Test Method for Young's Modulus, Tangent Modulus, and Chord Modulus"
- The ASM Handbook (various volumes) contains Young's Modulus for various materials and information on calculations. Online version
- J.P. Den Hartog, Strength of Materials, Dover, New York, 1949.
- F.P. Beer, E.R. Johnston, J.T. DeWolf, Mechanics of Materials, McGraw-Hill, New York, 1981.
- S.P. Timoshenko, History of Strength of Materials, Dover, New York, 1953.
- J.E. Gordon, The New Science of Strong Materials, Princeton, 1984.
- H. Petroski, To Engineer Is Human, St. Martins, 1985.
- T.A. McMahon and J.T. Bonner, On Size and Life, Scientific American Library, W.H. Freeman, 1983.
- M. F. Ashby, Materials Selection in Design, Pergamon, 1992.
- A.H. Cottrell, Mechanical Properties of Matter, Wiley, New York, 1964.
- S.A. Wainwright, W.D. Biggs, J.D. Organisms, Edward Arnold, 1976.
- S. Vogel, Comparative Biomechanics, Princeton, 2003.
- J. Howard, Mechanics of Motor Proteins and the Cytoskeleton, Sinauer Associates, 2001.
- J.L. Meriam, L.G. Kraige. Engineering Mechanics Volume 2: Dynamics, John Wiley & Sons., New York, 1986.
- J.L. Meriam, L.G. Kraige. Engineering Mechanics Volume 1: Statics, John Wiley & Sons., New York, 1986.
- „Mechanics & Materials – Mechanical Engineering”. me.engin.umich.edu. Приступљено 2021-11-06.
- „Applied Mechanics and Biomedical Engineering”. www.brunel.ac.uk (на језику: енглески). Приступљено 2021-11-06.
- Kurrer, Karl‐Eugen (2008-04-23). The History of the Theory of Structures (на језику: енглески). Wiley. ISBN 978-3-433-01838-5. doi:10.1002/9783433600160.
- Rankine, William John Macquorn (1858). A manual of applied mechanics. University of California Libraries. London : R. Griffin.
- Hartsuijker, C.; Welleman, J. W. (2001). Engineering Mechanics. Volume 2. Springer. ISBN 978-1-4020-4123-5.
- De Jong, Maarten; Chen, Wei (2015). „Charting the complete elastic properties of inorganic crystalline compounds”. Scientific Data. 2: 150009. Bibcode:2013NatSD...2E0009D. PMC 4432655 . doi:10.1038/sdata.2015.9.
- Chakrabarty, J. (2006). Theory of plasticity (3 изд.). Butterworth-Heinemann. стр. 17—32. ISBN 0-7506-6638-2.
- Beer, Ferdinand Pierre; Elwood Russell Johnston; John T. DeWolf (1992). Mechanics of Materials. McGraw-Hill Professional. ISBN 0-07-112939-1.
- Brady, B.H.G.; E.T. Brown (1993). Rock Mechanics For Underground Mining (Third изд.). Kluwer Academic Publisher. стр. 17—29. ISBN 0-412-47550-2.
- Chen, Wai-Fah; Baladi, G.Y. (1985). Soil Plasticity, Theory and Implementation. ISBN 0-444-42455-5.
- Chou, Pei Chi; Pagano, N.J. (1992). Elasticity: tensor, dyadic, and engineering approaches. Dover books on engineering. Dover Publications. стр. 1—33. ISBN 0-486-66958-0.
- Davis, R. O.; Selvadurai. A. P. S. (1996). Elasticity and geomechanics. Cambridge University Press. стр. 16—26. ISBN 0-521-49827-9.
- Dieter, G. E. (3 ed.). (1989). Mechanical Metallurgy. New York: McGraw-Hill.  0-07-100406-8.
- Holtz, Robert D.; Kovacs, William D. (1981). An introduction to geotechnical engineering. Prentice-Hall civil engineering and engineering mechanics series. Prentice-Hall. ISBN 0-13-484394-0.
- Jones, Robert Millard (2008). Deformation Theory of Plasticity. Bull Ridge Corporation. стр. 95—112. ISBN 0-9787223-1-0.
- Jumikis, Alfreds R. (1969). Theoretical soil mechanics: with practical applications to soil mechanics and foundation engineering. Van Nostrand Reinhold Co. ISBN 0-442-04199-3.
- Landau, L.D. and E.M.Lifshitz. (1959), Theory of Elasticity.
- Love, A. E. H. (4 ed.). (1944). Treatise on the Mathematical Theory of Elasticity. New York: Dover Publications.  0-486-60174-9.
- Marsden, J. E.; Hughes, T. J. R. (1994). Mathematical Foundations of Elasticity. Dover Publications. стр. 132—142. ISBN 0-486-67865-2.
- Parry, Richard Hawley Grey (2004). Mohr circles, stress paths and geotechnics (2 изд.). Taylor & Francis. стр. 1—30. ISBN 0-415-27297-1.
- Rees, David (2006). Basic Engineering Plasticity – An Introduction with Engineering and Manufacturing Applications. Butterworth-Heinemann. стр. 1—32. ISBN 0-7506-8025-3.
- Timoshenko, Stephen P.; James Norman Goodier (1970). Theory of Elasticity (Third изд.). McGraw-Hill International Editions. ISBN 0-07-085805-5.
- Timoshenko, Stephen P. (1983). History of strength of materials: with a brief account of the history of theory of elasticity and theory of structures. Dover Books on Physics. Dover Publications. ISBN 0-486-61187-6.